# Megaselia emarginata
Megaselia emarginata är en tvåvingeart som först beskrevs av Wood 1908.  Megaselia emarginata ingår i släktet Megaselia och familjen puckelflugor. Arten är reproducerande i Sverige. Inga underarter finns listade i Catalogue of Life.